# Kosmiczna gorączka
Kosmiczna gorączka lub Kosmiczne ocieplenie (ang. Heatstroke) – amerykański film science fiction z 2008 roku w reżyserii Andrew Prowse'a. Wyprodukowany przez Rigel Entertainment, TalkStory Productions i Tumidor.

## Opis fabuły
Na hawajskiej wyspie grupa badawcza, do której należą Al (Chris Cleveland) i Jillian (Kelly Rice), prowadzi poszukiwania śladów pozaziemskiej cywilizacji. Zaobserwowano tu nieznane promieniowanie, a miejscowi ludzie mają problemy psychiczne. Zespół trafia na ślad tajemniczego stworzenia.

## Obsada
- D.B. Sweeney jako kapitan Steve O'Bannon
- Danica McKellar jako Caroline
- Chris Cleveland jako kapitan Waters
- Kelly Rice jako Jillian Grange
- Charlotte Dias jako Rahela
- Allen Cole jako Major Gunthar Wozniak
- Kimberly Nault jako Brooke
- Jessica Warfield jako Jasmine
- Clarence Powell jako porucznik Harris
- Gregg Collins jako Maleko
- James Miranda jako Kala
- Wayne Pygram jako "Mental" Blanakoff
- Francesca Buller jako doktor Taggert